# Taira no Kanemori
Taira no Kanemori (平兼盛?   ? - 991) fue un poeta waka y noble japonés de mediados del período Heian. Fue designado miembro de los treinta y seis poetas inmortales y uno de sus poemas fue incluido en la famosa antología Hyakunin Isshu. Fue miembro del Clan Taira.

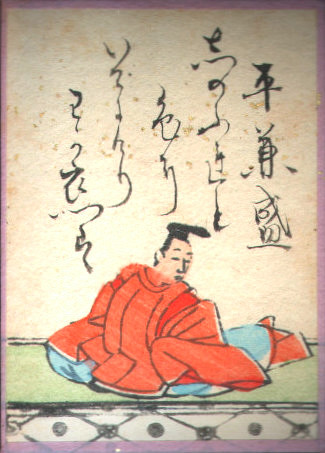
Taira no Kanemori, del Ogura Hyakunin Isshu.

Los poemas de Kanemori están incluidos en varias antologías oficiales de poesía. También se mantiene una colección personal conocida como el Kanemorishū (兼盛集?). Su hija Akazome Emon fue también una distinguida poeta waka, aunque usualmente es conocida como la hija de su padre adoptivo, Akazome Tokimochi.